# Joe Gracy
Joe Gracy (nom de scène de Joseph Graciano, né le 2 janvier 1931 à Relizane (département d'Oran, Algérie) et mort le 29 avril 2019 à Nice (France),, est un auteur-compositeur français d'origine espagnole.
Il a écrit les paroles de la chanson L'Oiseau et l'Enfant interprétée par Marie Myriam, musique de Jean-Paul Cara, pour le Concours Eurovision de la chanson en 1977 à Londres.

## Paroles
- Quand tu liras ces mots (Rosa Rio), musique Astor Piazzolla[5]
- Pour t'aimer (Tu...Mi Amor), avec Odette Laigre, musique de Tito Fuggi[5]
- 1961 - Cupidon, musique de Georges Daninos (pseudo de Georgie Dann)[6]
- 1961 - Ne me demande pas, musique de Georges Daninos[7]
- 1962 - Chamaco, avec Odette Laigre, interprétée par Rosita, devient la chanson du film Le clochard milliardaire, musique de Tito Fuggi[8],[5]
- 1963 - Laisse-moi aimer, musique de Michel Paje[9]
- 1963 - Mon copain quotidien, musique de Michel Paje[10]
- 1963 - Tout au long de ma rue, musique de Michel Paje[11]
- 1963 - Tu peux pleurer, musique de Michel Paje, interprétation de Michel Paje[12]
- 1963 - Garde ton cœur, interprétée par Les Mitoufle
- 1963 - Dans ma maison, interprétée par Gérard Mélet
- 1971 - En confidence musique de Paul Piot, Michel Paje, paroles avec Ibach, interprétée par Alain Jory[13]
- 1971 - Le cœur écorché, musique de Paul Piot et Michel Paje, interprétée par Alain Jory[14]
- 1972 - Chansonnetta, musique de Michel Paje et Paul Piot, interprétée par Les Associés[15]
- 1972 - On a besoin de rêve, musique de Michel Paje et Paul Piot, interprétée par Les Associés[16]
- 1972 - Il était une plage, musique de Michel Paje et Paul Piot, interprétée par Alain Jory et par Les Associés[17]
- 1972 - Prélude à l'hiver, musique de Paul Piot, Michel Paje, interprétée par Alain Jory[18]
- 1973 - Silver moon, musique de Chemouny, paroles avec Ibach[19]
- 1973 - Il a neigé sur les roses, musique de Paul Piot et Michel Paje, interprétée par Noëlle Cordier[20]
- 1973 - Quand je me réveille, musique de Paul Piot et Michel Paje, interprétée par Noëlle Cordier[21]
- 1975 - L'amour se lève, musique de Renato Brioschi, paroles avec d'Orazio et Jean-Paul Cara, interprétée par Marie Myriam[22]
- 1976 - L'oiseau et l'enfant, musique de Jean-Paul Cara, interprétée par Marie Myriam'[23],[24],[25], 1er prix Eurovision 1977[26]
- 1977 - L'amour, c'est comme la mer, musique de Jean-Paul Cara, interprétée par Marie Myriam[27]
- 1977 - La chanson du poète, musique de Jairo, interprétée par JAIRO
- 1977 - Aime, musique de Jean-Paul Cara, interprétée par Marie Myriam[28]
- 1977 - Allume une chanson, musique de Jean-Paul Cara, interprétée par Marie Myriam[29]
- 1977 - On garde toujours, musique de Jean-Paul Cara, paroles avec Jean-Paul Cara, interprétée par Marie Myriam[30]
- 1977 - Toutes les chansons du monde, musique de Jean-Paul Cara, interprétée par Marie Myriam[31]
- 1977 - La leçon de Prévert, musique de Jean-Paul Cara, interprétée par Marie Myriam[32]
- 1977 - Ciel, ciel, ciel, musique de Christian Padovan, interprété par Marie Myriam[33]
- 1977 - Les fleurs d'innocence, musique de Jean-Paul Cara, paroles avec Jean-Claude Collo, interprétée par Marie Myriam[34]
- 1978 - Loin, loin, musique de Jean-Pierre Savelli, paroles avec Jean Schmitt, interprétée par Marie Myriam[35]
- 1980 - Un jour, un matin, musique de Jean-Paul Cara, interprétée par Chantal Billon
- 1980 - Encore une chanson d’amour, musique de Jean-Paul Cara, interprétée par Chantal Billon
- 1981 - Humanahum, musique de Jean-Paul Cara, interprétée par Jean Gabilou[36], 3e prix au Concours Eurovision de la chanson 1981[37]

## Paroles et musique
- 1978 - Mon père, mon enfant, avec Jean-Paul Cara, interprétée par Marie Myriam[38],[39]
- 1978 - Alors prends le soleil, avec Jean-Paul Cara, interprétée par Jean-Paul Cara[40]
- 1980 - Perce neige[41]
- 1982 - Filomène c'est moi, interprétée par Filomène[42]
- 1982 - Tata confiture, interprétée par Filomène[43]
- 1983 - Le Temps de croque-vacances, interprétée par Filomène[44]
- 1984 - L'Arbre de soleil (La Légende du sapin de Noël), avec Deddy Dugay, interprétée par Michel Galabru[45]
- 1985 - Croque-Vacances, interprétée par Claude Pierrard, indicatif de l'émission pour la jeunesse Croque-Vacances[46]
- 1986 - Salut les petits loups, interprétée par Orly Solomon, indicatif de l'émission pour la jeunesse Salut les petits loups[47]

## Musique
- 1972 - Tous en scène, avec Paul Piot et Michel Paje[48]
- 1972 - Entr'acte orchestre, avec Paul Piot et Michel Paje[49]
- 1972 - Joyeux crâneurs, avec Paul Piot et Michel Paje[50]
- 1972 - Dangereuse sentimentale, avec Paul Piot et Michel Paje[51]
- 1972 - Honteux rapporteurs, avec Paul Piot et Michel Paje[52]
- 1972 - Impétueux tombeurs, avec Paul Piot et Michel Paje[53]
- 1972 - Vertueuse rêveuse, avec Paul Piot et Michel Paje[54]
- 1972 - Éternels indécis, avec Paul Piot et Michel Paje[55]
- 1972 - Malicieux flirteurs, avec Paul Piot et Michel Paje[56]
- 1973 - Ariane song, avec Paul Piot et Michel Paje[57]
- 1973 - Destination vacances, avec Michel Paje[38]
- 1973 - Lady mélodie, avec Paul Piot et Michel Paje[58]
- 1973 - Une guitare et du soleil, avec Paul Piot[59]
- 1973 - Citron synthétique, avec Paul Piot[60]
- 1973 - Bonsoir Mr. Strauss, avec Paul Piot[61]
- 1973 - Sur les routes de France, avec Paul Piot, paroles de Jean-Paul Vuillerme[62]
- 1973 - Pour une nuit d'été, avec Paul Piot et Michel Paje[63], interprété par Les Associés
- 1973 - Grand large, avec Paul Piot et Michel Paje[64], interprété par Les Associés
- 1976 - Tribute to Glenn, avec Paul Piot[65]
- 1976 - Blues for Glenn, avec Paul Piot[66]
- 1985 - La playa rosa, avec Paul Piot, paroles de Claude Adelin[67]
- 1985 - Loto loterie, avec Paul Piot et Michel Paje[68]

### Musique de films
- 1968 - Musique du film québécois de Denis Héroux Tendre et sensuelle Valérie (Valérie) avec Michel Paje[69],[70]
- 1972-1973 - Musique du film La femme peintre (Los farsantes del amor), sorti aussi sous le nom de Femme Mariée Cherche Jeune Homme Seul (Señora casada necesita joven bien dotado)[71], avec Michel Paje et Paul Piot[69]